# 乌什县
乌什县（維吾爾語：ئۇچتۇرپان ناھىيىسى‎，拉丁维文：Uchturpan Nahiyisi，新维文：Uqturpan Nah̡iyisi）是中国新疆维吾尔自治区阿克苏地区所辖的一个县。总面积为9012平方公里，常住人口约21万人。

## 行政区划

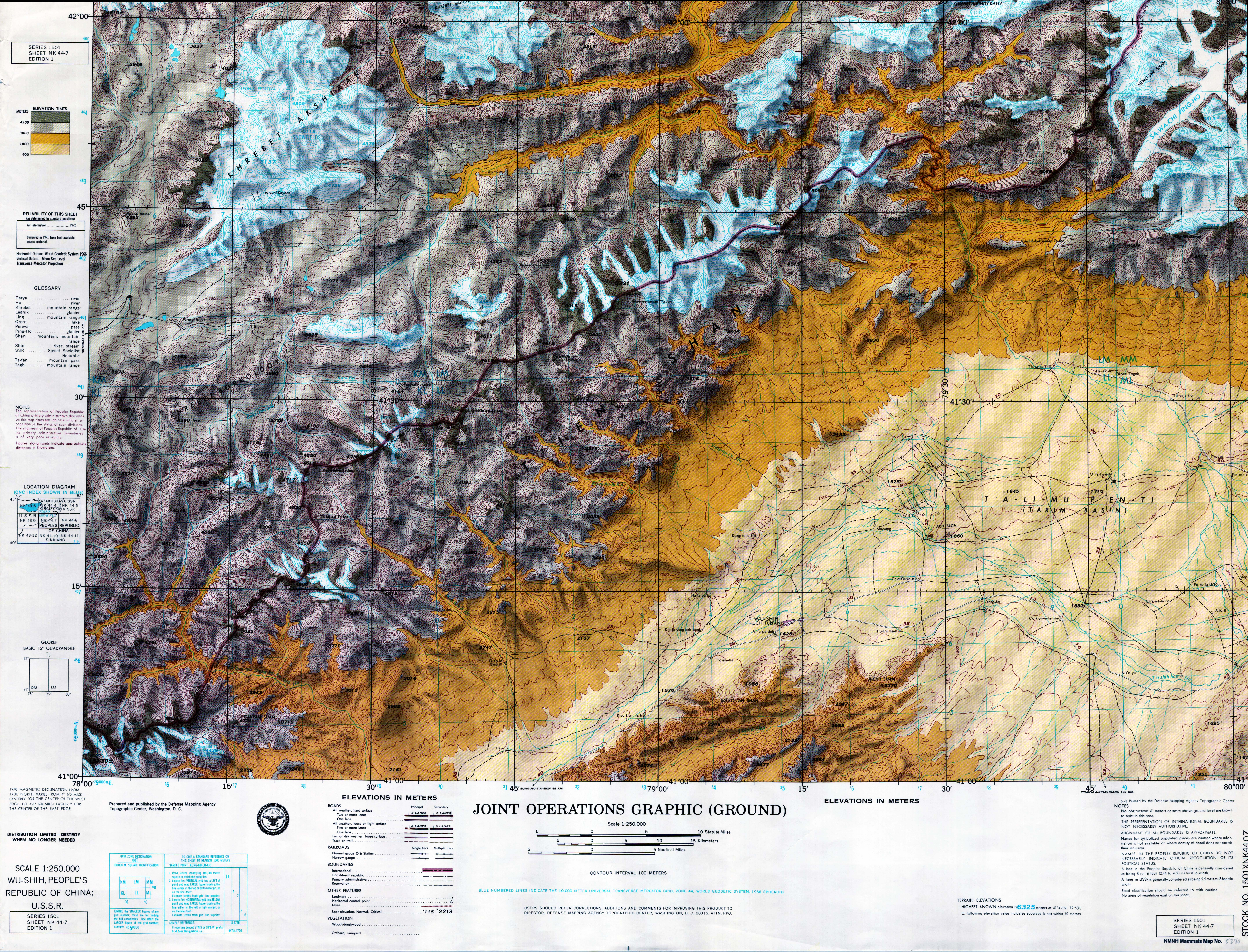
包括烏什縣(WU-SHIH (UCH TURFAN))的地圖 (DMA, 1971年)

乌什县下辖3个镇、5个乡、1个民族乡：
乌什镇、阿合雅镇、前进镇、阿克托海乡、亚科瑞克乡、阿恰塔格乡、英阿瓦提乡、亚曼苏柯尔克孜族乡和奥特贝希乡。

## 人口民族
2020年末，根据第七次人口普查数据显示：全县常住人口为205571人。
2014年，烏什縣漢族佔5.4%，少數民族佔94.6%。有維吾爾、漢、回、柯爾克孜等19個民族。